# Forțele de Apărare Eritreene
Forțele de Apărare Eritreene (FAE) sunt forțele de apărare din Eritreea, compuse din trei ramuri: Forțele Aeriene, Armata și Marina. Armata este de departe cea mai mare, urmată de Forțele Aeriene și Marina. Comandantul șef al FAE este președintele Eritreei. Rolul lor militar provine din locația geografică strategică a Eritreii, situată la Marea Roșie, cu un punct de sprijin pe strâmtoarea Bab el-Mandeb.